# قانون الزام دولت ایران به تعلیق همکاری با آژانس بین‌المللی انرژی اتمی
قانون الزام دولت به تعلیق همکاری با آژانس بین‌المللی انرژی اتمی یک قانون مصوب مجلس شورای اسلامی در سال ۱۴۰۴ است. به موجب این قانون، دولت جمهوری اسلامی ایران مکلف است هرگونه همکاری با آژانس بین‌المللی انرژی اتمی را بر اساس معاهده منع گسترش سلاح‌های هسته‌ای و پادمان مبتنی بر آن، تا حصول تضمین امنیت تأسیسات هسته‌ای ایران به حالت تعلیق درآورد. ایران از سال ۱۳۳۷ به عضویت آژانس بین‌المللی انرژی اتمی درآمده و قراردادهای دوجانبه برای همکاری با این نهاد سازمان ملل متحد امضا کرده است.
مجلس ایران ۴ تیر ۱۴۰۴ و فردای اجرای آتش‌بس در جنگ ۱۲ روزه اسرائیل و ایران، این طرح را بدون رای مخالف و با ۲۲۱ رای موافق و یک رای ممتنع تصویب کرد. پیشتر کمیسیون امنیت ملی و سیاست خارجی مجلس شورای اسلامی این طرح را تأیید و گزارش آژانس دربارهٔ برنامه هسته‌ای ایران را زمینه‌ساز حمله اسرائیل و حملات ایالات متحده آمریکا به سایت‌های هسته‌ای ایران خوانده بود.
مسعود پزشکیان، رئیس‌جمهور ایران، ۱۱ تیر ۱۴۰۴ این قانون را برای اجرا به سازمان انرژی اتمی، شورای عالی امنیت ملی و وزارت خارجه ایران ابلاغ کرد. به دنبال این ابلاغ، آلمان این تصمیم را «ارسال علامتی فاجعه‌بار» خواند و اسرائیل هم خواستار فعال کردن مکانیسم ماشه برای بازگرداندن تحریم‌های شورای امنیت علیه جمهوری اسلامی ایران شد.